# Toeristenkaart
Een toeristenkaart is een toegangsbewijs om een bepaald land binnen te mogen als toerist.
Hoewel vaak vergeleken met een visum is een toeristenkaart niet exact hetzelfde. Zo is een toeristenkaart een relatief eenvoudig te verkrijgen reisdocument dat simpel op een luchthaven of ambassade gekocht kan worden (regels verschillen per land) en wat dat betreft beter te vergelijken is met een toegangsbewijs. Bij een georganiseerde reis met een reisorganisatie kan de toeristenkaart ook worden meegeleverd met de overige reispapieren. Met name voor landen waar de economie afhankelijk is van het toerisme kan een regeling met toeristenkaarten helpen om de drempel voor (internationale) bezoekers lager te leggen.
Enkele landen die werken met toeristenkaarten zijn Cuba, El Salvador, Noord-Korea, Nicaragua en Suriname. Tot 25 april 2018 werkte ook de Dominicaanse Republiek met toeristenkaarten.

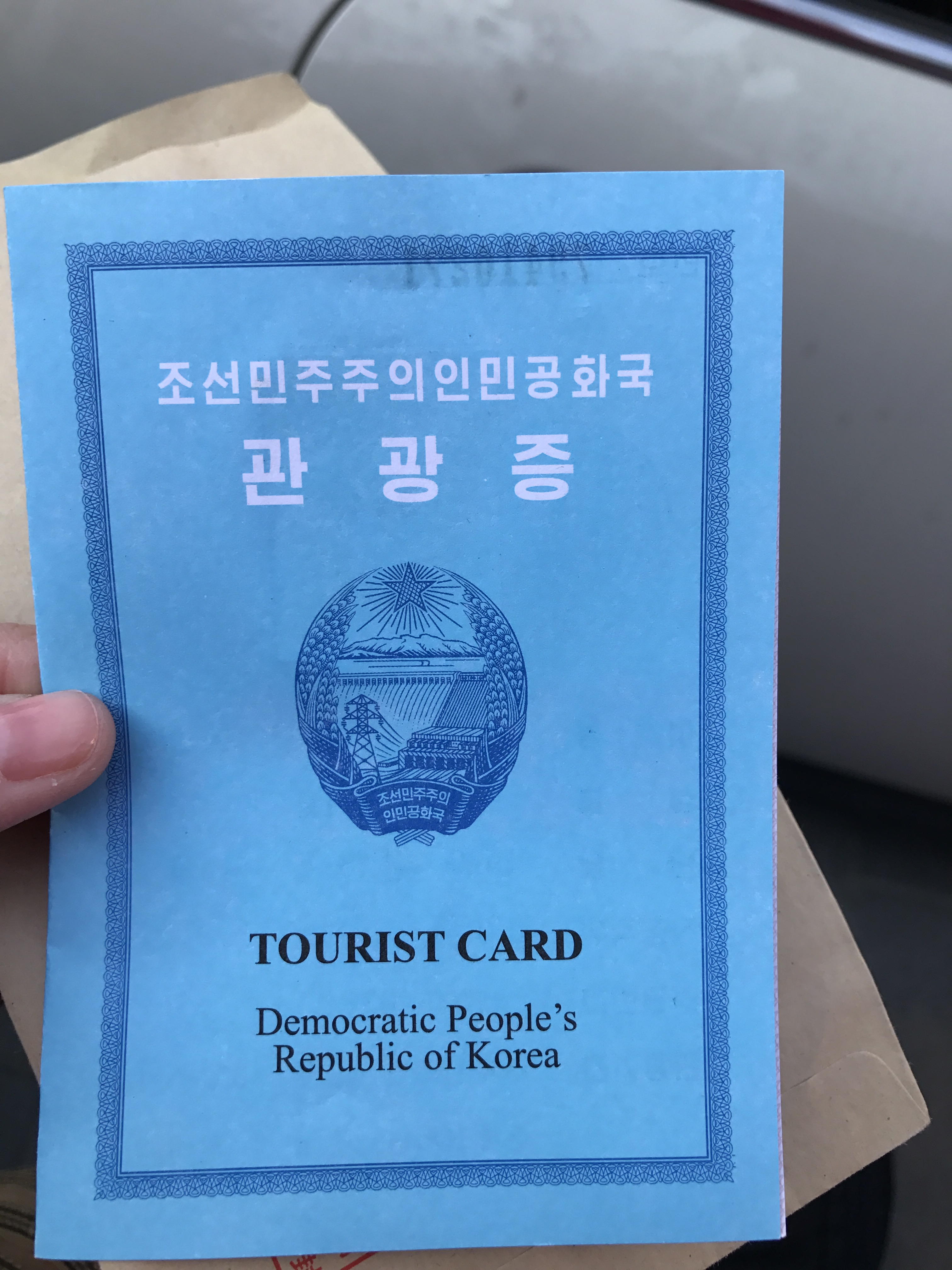
Een toeristenkaart voor Noord-Korea is een los document